# Правильный икосаэдр

Икосаэдр и его описанная сфера

Правильный икосаэдр, вписанный в сферу. Видно, что его вершины лежат в четырёх параллельных плоскостях, как доказал Папп Александрийский

Пра́вильный икоса́эдр (от др.-греч. εἴκοσι «двадцать»; ἕδρον «сиденье», «основание») — правильный выпуклый многогранник, двадцатигранник, одно из платоновых тел. Каждая из 20 граней представляет собой равносторонний треугольник. Число ребер равно 30, число вершин — 12.
Икосаэдр имеет 59 звёздчатых форм.

## История
Евклид в предложении 16 книги XIII «Начал» занимается построением икосаэдра, получая сначала два правильных пятиугольника, лежащих в двух параллельных плоскостях — из десяти его вершин, и затем — две оставшиеся противоположные друг другу вершины:127-131. Папп Александрийский в «Математическом собрании» занимается построением икосаэдра, вписанного в данную сферу, попутно доказывая, что двенадцать его вершин лежат в четырёх параллельных плоскостях, образуя в них четыре правильных треугольника:315-316.

## Основные формулы
Площадь поверхности S, объём V правильного икосаэдра с длиной ребра a, а также радиусы вписанной и описанной сфер вычисляются по формулам:
Площадь:
{\displaystyle S=5a^{2}{\sqrt {3}}}
Объём:
{\displaystyle V={\begin{matrix}{5 \over 12}\end{matrix}}(3+{\sqrt {5}})a^{3}}
Радиус вписанной сферы:
{\displaystyle r={\begin{matrix}{1 \over {12}}\end{matrix}}{\sqrt {42+18{\sqrt {5}}}}a={\begin{matrix}{1 \over {4{\sqrt {3}}}}\end{matrix}}(3+{\sqrt {5}})a\approx 0{,}7557a.}
Радиус полувписанной сферы равен {\displaystyle {\frac {1}{2}}{\sqrt {\frac {3+{\sqrt {5}}}{2}}}a\approx 0{,}809a.}
Радиус описанной сферы:
{\displaystyle R={\begin{matrix}{1 \over 4}\end{matrix}}{\sqrt {2(5+{\sqrt {5}})}}a\approx 0{,}951a.}

## Свойства
- Двугранный угол между любыми двумя смежными гранями правильного икосаэдра равен arccos(−√5⁄3) = 138,189685°.
- Все двенадцать вершин правильного икосаэдра лежат по три в четырёх параллельных плоскостях, образуя в каждой из них правильный треугольник.
- Десять вершин правильного икосаэдра лежат в двух параллельных плоскостях, образуя в них два правильных пятиугольника, а остальные две — противоположны друг другу и лежат на двух концах диаметра описанной сферы, перпендикулярного этим плоскостям. Расстояние между симметричными парами вышеупомянутых плоскостей, образованных пятью вершинами равно радиусу круга описываемого вокруг этого пятиугольника (это правило позволяет довольно легко создать 3D-модель правильного икосаэдра).

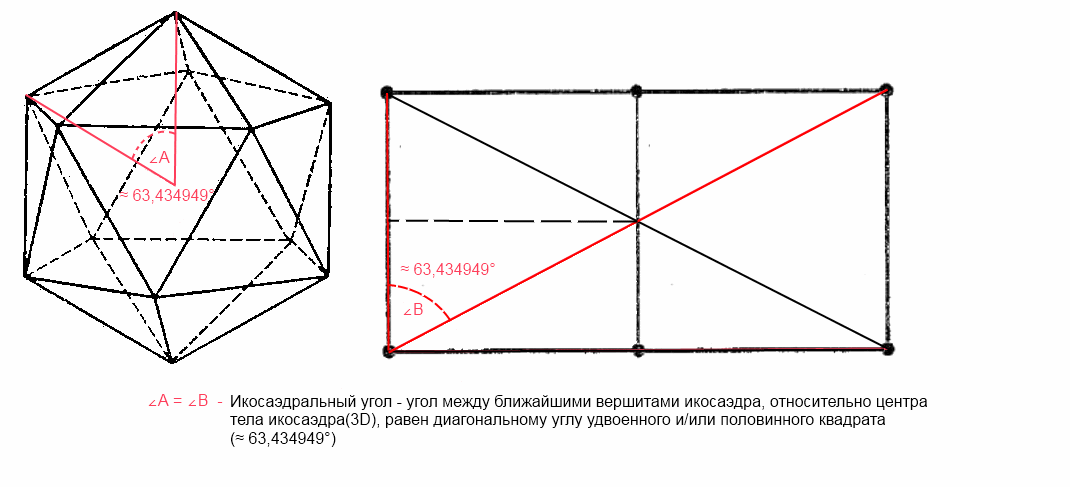
Икосаэдральный угол

- Икосаэдральный уголУгол между двумя соседними вершинами относительно центра тела правильного икосаэдра называют икосаэдральным углом. Он равен арккотангенсу 1⁄2 (arcctg 1⁄2 ≈ 63,434949°), или углу между диагональю и меньшей стороной прямоугольника, у которого отношение сторон равно 1:2.
- Правильный икосаэдр можно вписать в куб, при этом шесть взаимно перпендикулярных рёбер икосаэдра будут расположены соответственно на шести гранях куба, остальные 24 ребра внутри куба, все двенадцать вершин икосаэдра будут лежать на шести гранях куба.
- В правильный икосаэдр может быть вписан правильный тетраэдр так, что четыре вершины тетраэдра будут совмещены с четырьмя вершинами икосаэдра.
- Правильный икосаэдр и правильный додекаэдр являются двойственными многогранниками:
  - Правильный икосаэдр можно вписать в правильный додекаэдр, при этом вершины икосаэдра будут совмещены с центрами граней додекаэдра.
  - В правильный икосаэдр можно вписать правильный додекаэдр с совмещением вершин додекаэдра и центров граней икосаэдра.
- Собрать модель правильного икосаэдра можно при помощи 20 равносторонних треугольников.
- Невозможно собрать правильный икосаэдр из правильных тетраэдров, так как радиус сферы, описанной вокруг икосаэдра, соответственно и длина бокового ребра (от вершины до центра такой сборки) тетраэдра меньше ребра самого икосаэдра. Правильный икосаэдр можно разбить на 20 тетраэдров, соединив вершины икосаэдра с его центром, но эти тетраэдры не являются правильными — угол между их рёбрами при вершине, совпадающей с центром икосаэдра, равен икосаэдральному углу (≈63,434949°), а не 60°, как у правильного тетраэдра.

## Усечённый икосаэдр

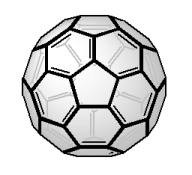
Молекула фуллерена C_{60} — усечённый икосаэдр

Усечённый икосаэдр — многогранник, состоящий из 12 правильных пятиугольников и 20 правильных шестиугольников. Имеет икосаэдрический тип симметрии. По сути классический футбольный мяч имеет форму не шара, а усечённого икосаэдра с выпуклыми (сферическими) гранями.
Усечённый икосаэдр может быть получен срезанием 12 вершин с образованием граней в виде правильных пятиугольников. При этом число вершин нового многогранника увеличивается в 5 раз (12×5=60), 20 треугольных граней превращаются в правильные шестиугольники (всего граней становится 20+12=32), а число рёбер возрастает до 30+12×5=90.

## В мире
- Икосаэдр лучше всего из всех правильных многогранников подходит для триангуляции сферы методом рекурсивного разбиения[6]. Поскольку он содержит наибольшее среди них количество граней, искажение получающихся треугольников по отношению к правильным минимально.
- Икосаэдр применяется как игральная кость в настольных ролевых играх, и обозначается при этом d20 (dice — кости).

### Тела в виде икосаэдра
- Капсиды многих вирусов (например, бактериофаги, мимивирус).